# Diego Sartori
Diego Horacio Sartori (Leandro N. Alem, 8 de enero de 1959) es un político argentino del Partido de la Concordia Social, que se desempeña como diputado nacional por la provincia de Misiones desde 2019, con un período anterior entre 2003 y 2007, entre otros cargos.

## Biografía
Nació en enero de 1959 en Leandro N. Alem (Misiones). Terminó el bachillerato en la Escuela de Comercio N.° 6, egresando con un título de técnico en liquidación de impuestos en 1976. En 1998, completó una licenciatura en políticas públicas de la Universidad George Washington en Estados Unidos. Está casado con Heidy Schirse y tiene tres hijos.
Comenzó su carrera política en el Partido Justicialista (PJ). De 1995 a 1999 fue miembro del concejo deliberante de Leandro N. Alem, y entre 1997 y 1999 fue miembro del congreso del PJ de Misiones. Entre 1999 y 2003, fue miembro de la Cámara de Representantes de la Provincia de Misiones. En las elecciones legislativas de 2003, fue elegido diputado nacional por Misiones en la lista del Partido Justicialista, que obtuvo el 34,12% de los votos y quedó en segundo lugar detrás de la lista del Frente Renovador de la Concordia Social (FRC).
Hacia el final de su mandato como diputado, fue nuevamente elegido miembro de la Legislatura de Misiones, solo que esta vez como parte del Frente Renovador de la Concordia Social. Cumplió su mandato hasta 2011, cuando fue elegido intendente del municipio de Leandro N. Alem, cargo al cual fue reelegido en 2015.
Se postuló para un segundo mandato como diputado nacional en las elecciones legislativas de 2019, siendo el primer candidato en la lista de FRC. El FRC fue la tercera alianza más votada en la provincia, con el 28,62% de los votos, y Sartori fue el único candidato elegido de la lista. Integra las comisiones de Presupuesto y Finanzas, de Transporte y de Economía, esta última como vicepresidente segundo. En 2020 votó en contra del proyecto de ley de Interrupción Voluntaria del Embarazo, que fue aprobado por la Cámara. Desde 2021 es presidente del bloque del FRC en la Cámara de Diputados, integrando a su vez el interbloque «Provincias Unidas» con otras fuerzas provinciales.